# Dmitrij Leont'evič Ovcyn
Dmitrij Leont'evič Ovcyn, in russo Дмитрий Леонтьевич Овцын? (1708 – 1757), è stato un cartografo ed esploratore russo.
Uno dei primi esploratori russi dell'Artico, ha partecipato alla Seconda spedizione in Kamčatka. Era un rappresentante della nobile e antica famiglia degli Ovcyn che discendeva dagli Rjurikidi.

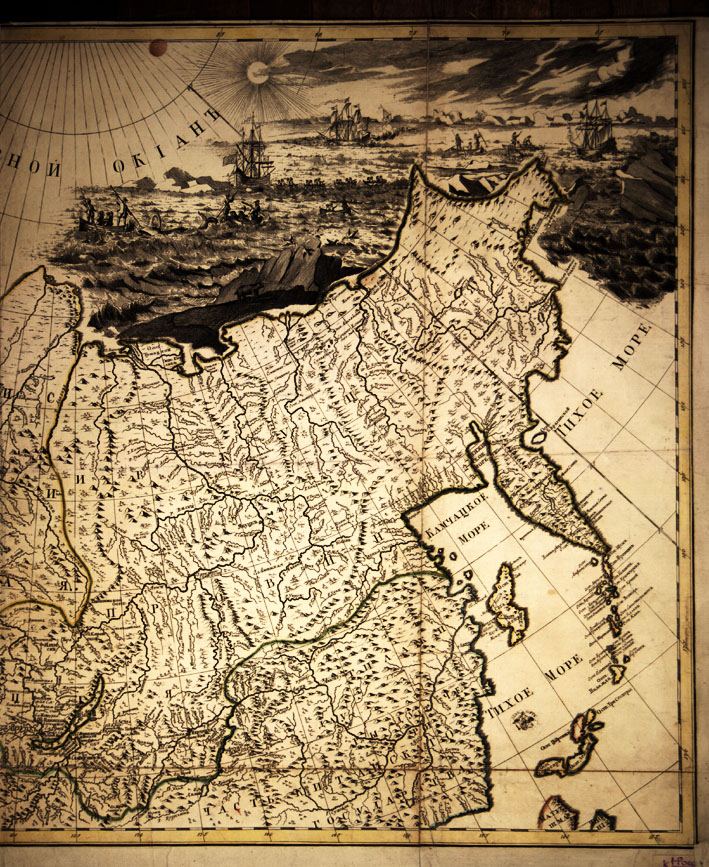
Mappa russa dell'Estremo Oriente (1745).

## Biografia
Entrato nella Scuola di matematica e navigazione di Mosca nel 1721, aveva continuato gli studi presso l'Accademia della guardia di marina di San Pietroburgo.
Dal 1734 al 1738 aveva guidato il distaccamento Ob-Enisej della Seconda spedizione in Kamchatka per mappare la costa siberiana del mare di Kara a est del fiume Ob'. Nell'estate del 1737, la sua unità aveva percorso il tratto dall'Ob' allo Enisej facendo la prima descrizione idrografica di questa parte della costa siberiana. Aveva esplorato la penisola e la baia della Gyda. Della stessa spedizione avevano fatto parte Dmitrij Vasil'evič Sterlegov e Fëdor Alekseevič Minin.
Mentre era diretto con una relazione al Collegio dell'Ammiragliato a San Pietroburgo, era stato arrestato e accusato di rapporti segreti con il principe Ivan Alekseevič Dolgorukov esiliato a Berëzovo. Dopo il processo, era stato retrocesso di grado e inviato a Ochotsk al distaccamento di Vitus Bering. Nel 1741, aveva partecipato al viaggio di Bering nel nord America come suo aiutante sulla Svjatoj Pëtr (San Pietro), in quella che doveva essere per Bering l'ultima parte della Seconda spedizione in Kamčatka. Aveva svernato nelle isole del Commodoro dove Bering e parte dell'equipaggio avevano trovato la morte (sull'isola di Bering); Ovcyn era riuscito a tornare in Kamčatka nell'agosto del 1742.
Nel 1745, prestava servizio nella Flotta del Baltico al comando della Transport Anna e del Mercurius. Nel 1749 partecipava a una spedizione in Kamčatka; nel 1751 comandava la Svjatoj Gabriil (San Gabriele). Riottenuti progressivamente i gradi, nel 1755 aveva ottenuto quelli di capitano di vascello (капитан 1-го ранга). Nel 1757 era sulla nave Poltava in qualità di ufficiale militare della flotta (ober-šter-krigskomissar); nel luglio dello stesso anno si era ritirato per motivi di salute.

## Luoghi che portano il suo nome
- Capo Ovcyn  (мыс Овцына), il punto settentrionale della penisola Javaj 72°52′53″N 74°57′16″E[6].
- Stretto di Ovcyn (пролив Овцына), braccio di mare che divide l'isola Olenij dall'isola di Sibirjakov 72°39′49″N 78°29′49″E.
- La nave idrografica Tenente Ovcyn (Лейтенант Овцын) impiegata nelle rilevazioni nel mar Glaciale Artico (1899—1917)[7].